# Chambord (Eure)
Chambord é uma comuna francesa na região administrativa da Normandia, no departamento de Eure. Estende-se por uma área de 14,36 km². Em 2010 a comuna tinha 176 habitantes (densidade: 12,3 hab./km²).